# Josef Sahánek
Josef Sahánek (18. února 1896 Žižkov – 23. března 1942 Mauthausen) byl český fyzik.

## Životopis
Narodil se na Žižkově u Prahy. Po maturitě na vyšší reálce na Žižkově v roce 1914 se zapsal na Filozofickou fakultu české Karlo-Ferdinandovy univerzity, kde studoval matematiku a fyziku. Ve školním roce 1917/1918 byl také řádným posluchačem pojišťovací matematiky na pražské technice. První tři roky po absolvování působil jako asistent na české technice v Brně. V tomto období získal způsobilost vyučovat matematiku a fyziku. V roce 1921 obhájil dizertaci Denní variace větru v Brně, za kterou mu Přírodovědecká fakulta UK v Praze udělila titul RNDr. Ve dvacátých letech (1921–1927) byl asistentem Fyzikálního ústavu Masarykovy univerzity v Brně. Po 2 letech působení na reálném gymnáziu v Brně se stal na Přírodovědecké fakultě Masarykovy univerzity docentem experimentální fyziky na základě habilitačního spisu Výklad vzniku ultrakrátkých elektromagnetických vln v elektronových lampách.
Hned v prvním působení v Brně prováděl hlavně meteorologická pozorování, středobodem jeho zájmu bylo buzení ultrakrátkých elektromagnetických vln v elektronových lampách. V tomto oboru dosáhl významných úspěchů. Jeho hlavní práce byly v letech 1925–1930 uveřejněny v předních odborných časopisech, např. Physikalische Zeitschrift, a hojně se citovaly. 
Okupace Československa, zřízení protektorátu a uzavření českých vysokých škol přetrhly slibně se rozvíjející vědeckou dráhu některých českých fyziků (např. Viléma Kunzla, Antonína Vašíčka) a mnozí další zaplatili daň nejvyšší; spolu s prof. Františkem Záviškou a prof. Václavem Dolejškem mezi ně patřil i prof. Sahánek. 

## Ocenění
- Československý válečný kříž 1939 in memoriam

## Externí údaje
- Josef Sahánek v Encyklopedii dějin města Brna